# Uncle Buck
Uncle Buck is een film uit 1989 geregisseerd door John Hughes, met in de hoofdrollen onder andere John Candy, Jean Louisa Kelly, Macaulay Culkin, Gaby Hoffmann en Amy Madigan.

## Verhaal
Uncle Buck (John Candy) wordt gevraagd als kinderoppas door zijn broer Bob (Garreth McBrown) want de vader van Cindy (Elaine Bromka), Bobs vrouw, heeft een hartaanval gehad. Buck is een asociale, lompe man van veertig. Hij is vriendelijk en bedoelt alles goed, maar hij pakt het verkeerd aan. Hij rijdt in een oude Mercury Grand Marquis die rookt, knalt en geen schokdempers heeft. Het klikt in het begin helemaal niet tussen Buck en Tia (Jean-Louisa Kelly), de oudste van de drie kinderen. Pas na de nodige strubbelingen begint Tia te begrijpen dat alles wat Buck doet, voor haar eigen bestwil is.

## Rolverdeling
| Acteur            | Personage            |
| ----------------- | -------------------- |
| John Candy        | Buck Russell         |
| Jean Louisa Kelly | Tia Russell          |
| Laurie Metcalf    | Marcy Dahlgren-Frost |
| Jay Underwood     | Bug                  |
| Amy Madigan       | Chanice Kobolowski   |
| Macaulay Culkin   | Miles Russell        |
| Gaby Hoffmann     | Maizy Russell        |
| Elaine Bromka     | Cindy Russell        |
| Garrett M. Brown  | Bob Russell          |
| Suzanne Shepherd  | Anita Hoargarth      |
| Mike Starr        | Pooter               |
| Brian Tarantina   | E. Roger Coswell     |
| William Windom    |                      |
| Dennis Cockrum    | Pal                  |

## Trivia
- De film was het acteerdebuut van Jean Louisa Kelly (Tia Russell).